# 횃불 (영화)
《횃불》은 한국에서 제작된 신상옥 감독의 1963년 영화이다. 신영균 등이 주연으로 출연하였고 신상옥 등이 제작에 참여하였다.

## 출연

### 주연
- 신영균
- 최은희
- 이예춘
- 한은진

## 기타
- 원작자: 이서구
- 조명: 이규창
- 미술: 송백규